# IAE スーパーファン
IAE V2500 スーパーファン (IAE V2500 SuperFan) はIAE V2500から派生し、構想された高バイパスギヤードターボファンエンジンである。1987年1月、エアバスA340のエンジンの選択肢の第一候補として提案された。複数の顧客がこのエンジンの購入に調印したものの、インターナショナル・エアロ・エンジンズの経営陣は1987年6月にエアバス社に部分的にA340の再設計を強いるスーパーファンの開発を中止する事を決定した。

## 開発計画
1986年7月、IAEはV2500のコア構成要素を流用した高バイパスエンジンの概念の設計調査を開始した。このエンジンは計画された最大推力が28,000–32,000 lbfでV2500のわずか80%の燃料消費率だった。IAEの株主であるロールス・ロイス plc、 プラット・アンド・ホイットニーとMTUアエロエンジンズは高バイパスエンジンのために可変ピッチブレード、ギヤード ファンや(同様に減速歯車機構も備える)同軸反転式の概念を含む複数の仕様を検討した。これらの設計調査の検討の結果、6月に可変ピッチブレードを備えたギアード・ファン式単一方向回転高バイパスエンジンの仕様が選ばれた。予定されたファンの直径は108–118インチだった。バイパス比は18:1から20:1だった。エンジンは1992年から1994年に入手できる予定だった。
1986年12月にV2500 スーパーファンは公式に当時開発中だったエアバスA340のエンジンとしてエアバス社に提案された。提案に伴い、より細部の設計を明らかにした。さらにV2500コアエンジンにIAEは開発された技術から全ての構成要素を派生できると主張した。RB.211の大きさのファンはタインの技術のギアボックスを介して駆動された。この仕様ではバイパス比は20:1で期待された推力は 30,000 lbfだった。 既存の技術の活用により、スーパーファンの開発計画の費用と同様にリスクも競合するCFM56-5エンジンよりも低く抑える事が企図された。
低い燃料消費率と高推力比の設計にA340は改良された。航続距離はA340-200として識別された元の設計は7,000海里だったのに対して満席状態で8,000海里まで拡大された。
エアバス社は1986年12月26日にA340の第一候補のエンジンの選択肢としてスーパーファンを提案する事を決定した。
ボーイング社も同様に7J7計画の選択肢としてスーパーファンを検討した。
新型のギアードターボファン技術の高リスクを危ぶむ声だけでなく、同様に1987年2月に予定されたスーパーファンの出荷が潜在的に失敗する可能性も懸念された。さらにV2500はまだ承認されておらず、公開されたスーパーファンの実物大模型は試験エンジンとして触れられるに留まった。 同時期、ドイツのルフトハンザ航空とエアバス社はスーパーファンを備えたA340を15機購入する契約を交わした。最初の納入は1992年4月で合意した。 (ルフトハンザの経営陣の副会長の)Reinhardt Abrahamはルフトハンザはスーパーファン計画に付随するリスクを受け入れる姿勢だが、IAEに対して性能のデータと出荷日の保証を求めた。彼は同様にスーパーファンよりも既存の複数のプロップファン計画の技術の方が当時は望ましいのではないかと考えた。 A340よりも安く、競合するMD-11を販売するマクダネル・ダグラスはスーパーファンの日程に疑問を呈した。さらに実証機を失い、試験エンジンで必要とされる20,000 SHPの減速機は挑戦的だった。 競合するCFMインターナショナルではスーパーファンの完成はたとえ可能であっても1992年までかかると予想していた。 これらの懸念にもかかわらずエアバスは1987年3月13日の経営会議でA330/A340計画は9社から104機の受注を獲得して可能であるとの見通しを発表した。4月3日にノースウェスト航空はスーパーファンを搭載したA340を20機まで購入すると発表した。1987年4月7日の経営会合で 公式にスーパーファン計画は"無期限延期"と発表された。
この決定後、公式の声明は無かったが、ロールスロイス社の管理監督であり、IAEの経営陣でもあるRalph Robinは低圧システムに深刻な問題があり、1992年の出荷予定に影響がある事を認めた。エアバスは3月半ばに公式にこの技術的なリスクに関して言及した。彼はIAEが直面しているV2500の高圧圧縮機の問題が同時にスーパーファンの遅延には繋がらないと主張した。IAEは同様にスーパーファンはこれ以上の技術的な調査は無く、エンジンを開発する事は約束しないと主張したにもかかわらずギヤードターボファンの概念のさらなる調査が公表された。
IAEのスーパーファンに関する調査はあくまでも技術調査としてであって、ルフトハンザの経営陣の副会長のReinhardt Abrahamはルフトハンザの経営陣はスーパーファンが膠着した開発計画であると実感した。彼はルフトハンザはスーパーファンのリスクは認識していたがIAEの親会社の経験と評判に頼っていた事を認めた。1987年初頭に会合で遅延の理由を尋ねられた時、IAEは複数の問題に直面しており、減速機だけでなく同様に可変ピッチ機構とバイパスダクトにも問題があると述べた。しかし、Abrahamのこれらの問題に関する意見はV2500の高圧圧縮機がスーパーファンの中止の引き金になったと主張する。 従来型のターボファン用に最適化されたコアエンジンではギアードファンのために大幅な改良を加えない限り、低推力時にサージングが生じる事が判明した。
スーパーファンが入手できない事が明らかになった時、エアバスはA340にCFM56-5Cを搭載する事を決めた。スーパーファンを動力とする機種の性能に到達する為にデータを比較すると燃料搭載量を増やすために翼幅を2.6m延長した。

## 設計の特徴
スーパーファンのファンの直径は計画では107 in (2,72 m)で複合材製のナセル込みだと120 in (3,05 m)だった。良好な性能と同様に逆噴射装置は18枚のファンブレードを可変式のピッチにする機構を備えて行う予定だった。ブレード自体は中空のチタン製ブレードだった。 ファンの減速機の減速比は3:1でロールス・ロイス タインの派生型の減速機だったと結論され、スーパーファンの減速機はヘリカルギアを備えた遊星歯車が実現する予定だった。

## 仕様諸元
一般的特性
- 形式: 2軸式高バイパス比ギヤードターボファンエンジン
- 全長:
- 直径: 107 in (2.72 m)
- 乾燥重量:

構成要素
- 圧縮機: ファン:単段、低圧圧縮機:3段、高圧圧縮機:10段
- タービン: 高圧タービン:2段、低圧タービン:3段

性能
- 推力: 30,000 lbf (133 kN)
- バイパス比: 17,5
- 出力重量比:

出典: 